# Limeni bubanj (roman)
Limeni bubanj je roman njemačkog književnika Günter Grassa iz 1959. godine. Napisan kao dio Dancinške (Gdanjske) trilogije. Jedno je od najvećih djela moderne poslijeratne njemačke literature.
Glavni lik Oskar Matzerath, rođen u Gdanjsku 1924. godine i priča svoj život iz kuta trogodišnjeg djeteta. On, naime od trećeg rođendana, odlučuje da ne želi rasti, te od toga dana počinje njegova priča o pogledu na svijet odraslih. Kao poklon za treći rođendan Oskar dobiva od majke limeni bubanj, koji je nerazdvojni dio njegovog života.
Odrastajući u Gdanjsku, gradu s podijeljenim poljskim i njemačkim stanovništvom, od majke kašupskog podrijetla, Oskar opisuje Gdanjsk, koji je kao i tema ovog romana, neizbježan kritički pogled na početak ratnih sukoba u Europi. Majčine riječi, ...da mi Kašubi, smo premalo Poljaci za Poljake, a za Nijemce nedovoljno njemački..., protežu se kroz djelo Güntera Grassa u nekoliko njegovih djela. Zato i Oskarov bubanj crveno-bijele boje pokazuje Oskarovu pripadnost Poljskoj koju napušta odlazeći nakon 1945. godine prema zapadu.
Po romanu je snimljen istoimeni film 1979. godine u režiji Volkera Schlöndorffa.